# 村上志久
村上 志久（むらかみ しく、旧姓：樋口 志久、1900年1月7日 - 1970年7月4日）は、日本の著作家。山形県出身。ペンネームは、「樋口しく」・「村上志久」・「村上志久子」。

## 人物・来歴
父・吉五郎、母・とよ、6人兄弟の長女、橘屋という醸造業を営む家に生まれる。家族は、配偶者・正雄、長女・眞呂、次女・しま。
勉学への情熱が高く上京、救世軍に勤務しつつ、志立家（福沢諭吉息女婚家）書生として青山学院通学、英語の修得、婦女界、婦人雑誌、児童向け作品発表と活動、菊池寛と交流、眞呂を紹介。夫・正雄亡き後は、英語の教師をはじめ生計を立て、眞呂、しまを育てた。
1970年7月4日、新宿区住吉町の自宅にて病気の為死去（東京女子医大にて）。

## 掲載歴
雑誌「女子青年界」(日本基督教女子青年会本部)
- 1922年4月、「私の欲しいお母樣に就て」樋口しく（旧姓 樋口志久、ペンネーム 樋口しく） p27～30、雑誌「女子青年界19(4)」[1]

雑誌「婦女界」（婦女界出版社）
- 1925年6月、「雜錄　久野女史の自殺は何が原因か」樋口しく（旧姓 樋口志久、ペンネーム 樋口しく）p68～72、雑誌「婦女界31(6)」[2]
- 1925年9月、「雜錄　映画界の女王五月信子の今と昔」樋口しく子（旧姓 樋口志久、ペンネーム 樋口しく子）p52～55、雑誌「婦女界32(3)」[2]
- 1926年1月、「雜錄　婦女界整容法実演会記」樋口しく子（旧姓 樋口志久、ペンネーム 樋口しく子）p375～378、雑誌「婦女界33(1)」[2]
- 1928年6月、「雜錄と懸賞　｢愛人｣の會」村上しく（村上志久ペンネーム）p330、雑誌「婦女界37(6)」[2]
- 1952年3月、「主婦生活を明るくするための特集 生活列車」村上志久子（村上志久ペンネーム）p64～65、雑誌「婦女界1(1)」[2]
- 1952年5月、「特集 八百万遺家族はどうしているか その4 世渡りとお渡り」村上志久子（村上志久ペンネーム）p39～41、雑誌「婦女界1(3)」[2]

雑誌「家庭科学」（日本女子社会教育会家庭科学研究所）
- 1948年10月、「アメリカの家庭で赤ちやんをどう育ててゐるか?」村上志久子（村上志久ペンネーム）p13～15、雑誌「家庭科学(122)」[3]
- 1948年12月、「うぶゆ見學」村上志久子（村上志久ペンネーム）p14～17、雑誌「家庭科学(124)」[3]
- 1949年7月、「アメリカの家政と日本の家政」村上志久子（村上志久ペンネーム）p29～31、雑誌「家庭科学(130)」[3]
- 1949年9月、「ホームプロジェクト問答」村上志久子（村上志久ペンネーム）p14～15、雑誌「家庭科学(132)」[3]
- 1949年10月、「クラブ活動(其の一)ガールスカウト」村上志久子（村上志久ペンネーム）p30～31、雑誌「家庭科学(133)」[3]
- 1949年11月、「隨筆(黑い虹)」村上志久子（村上志久ペンネーム）p26～27、雑誌「家庭科学(134)」[3]
- 1950年1月、「我が家のニュールック」村上志久子（村上志久ペンネーム）p56～57、雑誌「家庭科学(134)」[3]
- 1950年8月、「氣さくな賴もしい隣の奥様」村上志久子（村上志久ペンネーム）p20～23、雑誌「家庭科学(134)」[3]
- 1950年10月、「ミセス・センターにアメリカのエチケットをきく」村上志久子（村上志久ペンネーム）p14～19、雑誌「家庭科学(142)」[4]
- 1950年11月、「赤ちゃん物語」村上志久子（村上志久ペンネーム）p60～63、雑誌「家庭科学(143)」[3]
- 1950年12月、「エドワード夫人のドレスメーキング」村上志久子（村上志久ペンネーム）p18～22、雑誌「家庭科学(144)」[3]
- 1951年1月、「民主的な家庭の在り方」村上志久子（村上志久ペンネーム）p27～29、雑誌「家庭科学(145)」[3]
- 1951年3月、「民主的家庭の在り方-2-N.F.C運動紹介」村上志久子（村上志久ペンネーム）p19～23、雑誌「家庭科学(146)」[5]
- 1951年4月、「おばあちやまのいるアメリカ家庭風景」村上志久子（村上志久ペンネーム）p52～55、雑誌「家庭科学(147)」[3]
- 1951年7月、「海を渡る花嫁 村上志久子」村上志久子（村上志久ペンネーム）p18～21、雑誌「家庭科学(150)」[3]
- 1951年8月、「いゝお客様」村上志久子（村上志久ペンネーム）p28～30、雑誌「家庭科学(151)」[3]
- 1951年9月、「『友情の魔法を信じませう』(ミセス･ウッダードを送る)」村上志久子（村上志久ペンネーム）p27～31、雑誌「家庭科学(152)」[3]
- 1951年11月、「こどもアルバイト--アメリカ学生のアルバイト実状」村上志久子（村上志久ペンネーム）p29～32、雑誌「家庭科学(154)」[6]
- 1951年12月、「N･F･C主婦の會の記」村上志久子（村上志久ペンネーム）p24～28、雑誌「家庭科学(155)」[3]
- 1952年1月、「住い方の工夫--ロス夫人の家庭見学」村上志久子（村上志久ペンネーム）p24～31、雑誌「家庭科学(156)」[7]
- 1952年2月、「凧のしつぽ讀後感」村上志久子（村上志久ペンネーム）p31～33、雑誌「家庭科学(157)」[3]
- 1952年3月、「美しさ"探求」村上志久子（村上志久ペンネーム）p26、雑誌「家庭科学(158)」[3]
- 1952年5月、「児童心理学者オプラ夫人を囲んで(座談会)」村上志久子（村上志久ペンネーム）p20～22、雑誌「家庭科学(160)」[8]

雑誌「女性教養」（日本女子社会教育会）
- 1952年11月、「デンマークに学ぶ--農村の生活」村上志久子（村上志久ペンネーム）p24～29、雑誌「女性教養11月(166)」[9]
- 1953年10月、「国際的フアツションショウ」村上志久子（村上志久ペンネーム）p24～25、雑誌「女性教養10月(177)」[10]
- 1957年6月、「婦人会だより」村上志久子（村上志久ペンネーム）p46～47、雑誌「女性教養6月(221)」[11]
- 1961年5月、「慈善ティパーティ拝見」村上志久子（村上志久ペンネーム）p28～29、雑誌「女性教養5月(268)」[11]
- 1961年10月、「ライシャワー大使夫人をかこんで」村上志久子（村上志久ペンネーム）p26～27、雑誌「女性教養10月(273)」[11]
- 1964年11月、「生活に美をとり入れるには」霜田静志 ; 下村テルサ ; 村上志久p6～12、雑誌「女性教養11月(310)」[11]

その他
- 1955年、書籍「主婦のこえ：台所会議より」「第二部 私の意見 働く主婦の願い」村上志久子（村上志久ペンネーム）p280、書籍「主婦のこえ：台所会議より」（著者 栄養改善普及会 編、出版者 光生館）[12]

## 著作
- 童話劇 もぐらもち
- 童話劇 朧夜のお客さん 1925 愛児の友（樋口しく子）
- ひとりぼっちのてる坊 1925 愛児の友 (樋口しく子）
- 峠の三吉 1925 愛児の友 (樋口志く子)
- 煙突のお正月 1927 小学少女 むらかみ・しく
- とうさんのほろ馬車 1927 小学少女 むらかみ・しく
- もぐらと花の芽 1928 小学少女 むらかみ・しく・うた
- 山羊の一年生 1930 幼児の友 むらかみ・しく
- 夫・正雄への書簡(付：村上正雄パリスケッチ33枚)370枚　1926年ー1928年
- 日記 楽久我記 1938年-1960年
- 残存作品数118（児童向け8作品、手記・エッセイ105作品、英語5作品）